# Урој (Хунедоара)
Урој (рум. Uroi) насеље је у Румунији у округу Хунедоара у општини Симерија. Oпштина се налази на надморској висини од 194 m.

## Становништво
Према подацима из 2002. године у насељу је живело 400 становника, од којих су сви румунске националности.